# جف اسکات سوتو
جف اسکات سوتو (انگلیسی: Jeff Scott Soto؛ زادهٔ ۴ نوامبر ۱۹۶۵) یک موسیقی‌دان اهل ایالات متحده آمریکا است. وی از سال ۱۹۸۳ میلادی تاکنون مشغول فعالیت بوده‌است. 